# ブルリ県

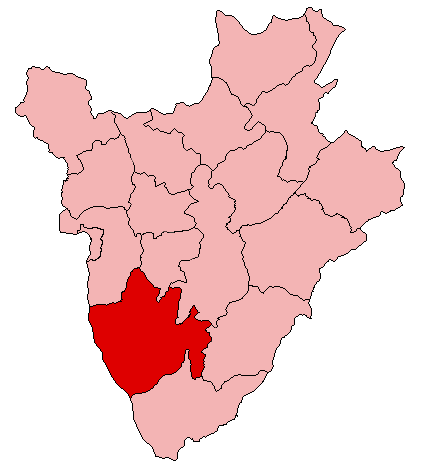
2015年以前のブルリ県の地図

ブルリ県（ブルリけん、英語: Bururi Province）は、かつて存在したブルンジの県。ルモンゲ県分離前はブルンジ17県のうちもっとも大きな県であったが、分離後は8番目に大きな県となった。ルモンゲ県分離後の人口は約33万人（2010年推計）。県都はブルリ。
ルモンゲ県分離前のブルリ県には熱帯雨林のブルリ自然保護区、落葉性樹林のルモンゲ自然保護区、熱帯低地林のキグェナ自然保護区の3つの自然保護区がある。ブルリ県からは独立して連続3回の大統領を相次いで輩出したことで知られている。

## 隣接する県
- ブジュンブラ近郊県
- ムワロ県
- ギテガ県
- ルタナ県
- マカンバ県
- ルモンゲ県

## 歴史
ベルギー領ルアンダ＝ウルンディ時代の1932年3月7日にブルリ地域として設置され、1962年3月1日にブルリ県となった。1962年3月1日、県南部がマカンバ県として分離した。
2015年3月26日、ルモンゲを含む3コミューンがルモンゲ県として分離した。分離後はタンガニーカ湖に面さなくなった。
2025年7月4日、周辺の県と合併しブルンガ県の一部となった。

## 下位行政区画
- Commune of Bururi
- Commune of Matana
- Commune of Mugamba
- Commune of Rutovu
- Commune of Songa
- Commune of Vyanda